# Теренс Сандерс
Теренс Сандерс (англ. Terence Sanders, 2 червня 1901 — 6 квітня 1985) — британський академічний веслувальник.
Олімпійський чемпіон 1924 року в складі розпашної четвірки без стернового.